# Johnny Pepp
Johnny Pepp (* 1989 in Breda als Youri Havermans) ist ein niederländischer Produzent und Rapper. Er arbeitete bisher mit deutschsprachigen Rappern wie Vega, Bizzy Montana, Chakuza, MoTrip, PA Sports und KC Rebell zusammen. Er war bis April 2017 Teil des Labels Freunde von Niemand.

## Biografie
Johnny Pepp wuchs sechs Jahre in seiner Geburtsstadt Breda auf und zog dann nach Staufen im Breisgau in den Süden von Deutschland. Dort kam er erstmals mit Hip-Hop in Kontakt. Im Teenageralter zog er nach Frauenfeld in die Schweiz. Mittlerweile lebt er wieder in den Niederlanden. Er stammt aus einer musikalischen Familie und interessierte sich schon als Kind für Musik. In der Arbeit zu Lieber bleib ich broke kam er mit Vega in Kontakt und ist seitdem fester Bestandteil der Releases von Vega, Bosca & Co.
Er war ein Teil der „Freunde Von Niemand“ rund um Vega, Bizzy Montana, Bosca, Timeless & Cristalbeats.
Im April 2017 trennte er sich nach 10-jähriger Zusammenarbeit von dem Label Freunde von Niemand, da er sich laut eigenen Angaben „nicht mehr zugehörig fühlte“.

## Diskografie
- 2009: Killa. bei 16Bars.de Streetrotation von Vega
- 2009: Intro. auf Lieber bleib ich broke von Vega
- 2009: Intro, Zeit Zu Gehen, Der Letzte Kampf, Vive La Musique und Nicht Meine Welt. auf Kinokarte von Bosca & Face
- 2010: Was ist mit dir. auf Halt die Fresse Volume. 2 von Vega
- 2010: Intro, Die Wahrheit ist hässlich. auf Die Wahrheit ist hässlich von Vega
- 2011: Intro, Sonne Für Euch ft Vega, Kennst Du Das Auch?, Psychopath, Flaschenpost und Outro. auf Sonne Für Euch von Timeless
- 2011: Asozial ft Gossenboss mit Zett. auf Lost Tapes von Chakuza
- 2011: Bleach und Niemals. von Vega, Ich denk an dich von Jan-G, Der Schnee Rieselt Leise von Hollywood A und Luftschloss von Olson auf Hip Hop Lebt Volume 1 von Various
- 2011: Lass Mich Träumen von Timeless, Leaving Las Vegas. von Chakuza, Memories von GBC und Tick, Tick von Hollywood A auf Hip Hop Lebt Volume 2 von Various
- 2011: Wieder Drauf Johnny Pepp Remix. auf The St. Tropez Diaries – Ein neuer Sommer von David Asphalt
- 2011: Zeit ist um, Fighting Society und Goliath. auf Fighting Society von Bosca
- 2012: Halt Die Fresse Exclusive. bei Halt die Fresse Volume 4 von Timeless
- 2012: Dem Himmel so Nah, Freitag der 13te. und zusammen mit Cristalbeats Ich bin König Heut, Mit Dem Kopf Durch Die Wand, Alles was Zählt, Erde, Nur Du, Luft, Outro. auf Vincent von Vega
- 2012: Kopfkino und Um Sich Selbst. auf Gift von Bizzy Montana
- 2012: Volles Magazin, Ich muss gehen, Ich wollte nie sein wie Ihr, Ein Tag ft Vega. und zusammen mit Cristalbeats Harami Crimesound ft Hamad 45, Alles Filme ft Alpa Gun auf Vom Glück Zurück von PA Sports
- 2012: Ein ganz normaler Tag. auf Rebellismuss von KC Rebell
- 2012: König Der Luft, Schlagstock, Alles richtig gemacht? ft Krykz, Unser Tag und zusammen mit Cristalbeats Hier Bei Uns & Kämpferjungs ft Twin. auf Ultrakaos EP Vol.3 – König Der Luft von Bosca
- 2012: Rap-Böhse Onkelz. 3 Uhr Nachts und zusammen mit Cristalbeats Feinde von jedem, Foto an der Wand, War es das wert, Meine Musik, Besser renn, Kein Licht. auf Willkommen im Niemandsland von Freunde von Niemand
- 2012: Sohn vom Mond auf INEDIT-TNDT von RAF Camora
- 2012: Unsterblich, Horrortrip, Jeden Tag feat. RAF Camora & MoTrip, Jede Nacht, Vorbei und zusammen mit Cristalbeats Für das Pepp & Aus dem Nebel ans Licht auf Für das Pepp von Johnny Pepp
- 2013: Käfig aus Gold ft Timeless und zusammen mit Cristalbeats Von einem anderen Stern feat. RAF Camora & MoTrip & König Heut (Remix) ft. Bizzy Montana, Timeless, Bosca, Johnny Pepp & Liquit Walker
- 2013: Outro zusammen mit Cristalbeats auf Machtwechsel von PA Sports
- 2013: Du weißt ich weiß ft Capo zusammen mit Cristalbeats auf Blockplatin von Haftbefehl
- 2013: One Touch ft. Jonesmann von Dú Maroc
- 2013: Muttaficka, Mein Parra ft. Celo & Abdi, Welcome to Fightclub ft Vega und Ab jezz auf Von Brate für Brate von Toni der Assi
- 2013: Beim letzten Atemzug ft. Vega und Bei dir Zuhause zusammen mit Cristalbeats auf Unter Wölfen von Liquit Walker
- 2013: One Touch ft. Jonesmann auf Block Bladi Gentleman von Dú Maroc
- 2013: Project X (Juice-Exclusive) auf Juice-CD #115 von Timeless
- 2013: 00:00, Baphomet, Vergiss deinen Exfreund, Rapgame ft Eko Fresh und zusammen mit Cristalbeats Schwarzer Schwan auf 00:00 von Timeless
- 2013: Free Sinan auf Ob Du Willst Oder Nicht von Sinan-G
- 2013: In einer Welt & Tunnelblick auf Solange es schlägt von Bosca
- 2014: Freunde von Niemand auf Žilet: Audio Digital Rasur von Toni der Assi
- 2014: F-V-K-K & Goldregen zusammen mit RAF Camora auf Zodiak von Chakuza, RAF Camora & Joshi Mizu
- 2014: Immer noch, Es brennt, Zeiger auf der 10 & Krieg in meinem Kopf auf Willkommen im Niemandsland Teil Zwei von Freunde von Niemand
- 2014: Auf all euren Wegen auf Amargeddon 2010 von Amar
- 2014: Intro, Bis Sie mich sehen im Grab, Kruzifix, Was ihr wollt, Strassen des Wahns, Z.W.H., Mehr, Money, Mach Es, Ich war es nicht, Das hättest du nie gedacht, Spotlight, Blick Richtung Sonne, Nichts & Gute Nacht auf 8null8 von Johnny Pepp
- 2014: Keller zusammen mit RAF Camora auf Kopfvilla 2.0 von Sierra Kidd
- 2014: Narcose, Sector du Diamant, Kheb Je, Handen op me Rug & Victoire auf Traphuys von Salah Edin
- 2014: Zu lange und Balla Balla auf Mukke aus der Unterschicht 4 von Bizzy Montana
- 2015:  '98 zusammen mit Timo Krämer auf Kaos von Vega
- 2015: Roll mit uns, Zwei Stimmen, Du kennst die Hölle nicht & zusammen mit Cristal Meine Jungs auf Willkommen im Niemandsland Teil Drei von Freunde von Niemand
- 2015: Mein Bruder Und Ich auf Alles Bombe von Toni der Assi
- 2015: Rap Heavyweight 2 auf Eiskalter Engel von PA Sports
- 2016: „Für die Familie“, Soloalbum
- 2017: „Hypnose“, Soloalbum

## Produktionen
Für u. a. folgende Künstler hat Johnny Pepp Titel produziert:
- Bizzy Montana
- Bosca
- Chakuza
- David Asphalt
- Dú Maroc
- Haftbefehl
- KC Rebell
- MoTrip
- PA Sports
- RAF Camora
- Salah Edin
- Sierra Kidd
- Timeless
- Toni der Assi
- Vega

Er arbeitete des Öfteren mit Cristalbeats unter dem Namen Cristal & Pepp.